# روبرت فراكس
روبرت فراكس (بالإنجليزية: Robert Frakes)‏ هو باحث في تاريخ العصور الكلاسيكية أمريكي، ولد في 1962.